# Клаус Йорт Фредеріксен
Клаус Йорт Фредеріксен (дан. Claus Hjort Frederiksen; нар. 4 вересня 1947, Копенгаген) — данський юрист і політик.

## Біографічні відомості
Він вивчав право до 1972 року. З початку 70-х років він працював у партії «Венстре», з 1985 по 2001 рік обіймав посаду її секретаря. Він був також державним службовцем у Міністерстві сільського господарства, а також секретарем асоціації роботодавців.
У 2005 році він отримав мандат члена парламенту Данії (Фолькетінгу), переобирався у 2007, 2011 і 2015 роках.
27 листопада 2001 прем'єр-міністр Андерс Фог Расмуссен доручив йому посаду міністра зайнятості, на якій він працював протягом трьох послідовних урядів. Після створення чергового уряду на чолі з нинішнім міністром фінансів Ларсом Люкке Расмуссеном 7 квітня 2009, Фредріксен обійняв посаду міністра фінансів, яку він обіймав до 3 жовтня 2011. 28 червня 2015 він знову став міністром фінансів у другому уряді Ларса Люкке Расмуссена.